# Ибрагимов, Саид
Саид Ибрагимов (22 декабря 1918, Букинский район, Ташкентская область — май 1981, Букинский район, Ташкентская область) — советский узбекский хозяйственный деятель. Герой Социалистического Труда.

## Биография
Родился в 1918 году на территории Букинского района Ташкентской области. Член КПСС с 1945 года.
Участник Великой Отечественной войны.
В 1946—1980 годы — бригадир колхоза «40 лет Октября» Букинского района Ташкентской области.
Указом Президиума Верховного Совета СССР от 10 декабря 1973 года присвоено звание Героя Социалистического Труда с вручением ордена Ленина и золотой медали «Серп и Молот».
Умер в мае 1981 года в Букинском районе Ташкентской области.

## Награды и звания
- Герой Социалистического Труда (10.12.1973)[1]
- Орден Ленина (10.12.1973)[1]
- Орден Октябрьской Революции (08.04.1971)